# Flugplatz Hodenhagen

i7
i11
i13
Der Flugplatz Hodenhagen (ICAO-Code: EDVH) ist ein Verkehrslandeplatz in Hodenhagen in Niedersachsen. Er ist zugelassen für Flugzeuge bis 2 t (PPR bis 5,7 t, Helikopter bis 5,7 t) MTOW. Aufgrund der vorhandenen Start- und Landebahn-Befeuerung sind auch Nachtflüge (PPR) möglich.

## Lage
Der Flugplatz Hodenhagen liegt am Rande der Lüneburger Heide im Heidekreis. Im Nordosten des Flugplatzes liegt das Autobahndreieck Walsrode. Die von dort nach Süden verlaufende A7 sowie die nach Nordosten verlaufende A27 begrenzen die östlich vom Flugplatz liegende Platzrunde. Östlich der A7 liegt in einem Flugbeschränkungsgebiet der Truppenübungsplatz Bergen.
Die jeweils nächstgelegenen Autobahnabfahrten sind Westenholz (A7) und Walsrode Süd (A27). Durch die Bahnlinie Hannover-Soltau ist der Flugplatz auch mit dem öffentlichen Nahverkehr gut zu erreichen.
Der Flugplatz grenzt im Westen an den Ort Hodenhagen, nach dem der Flugplatz seinen Namen erhielt. Südlich des Platzes fließt die Meiße, die in Hodenhagen in die Aller mündet. Direkt in der südöstlichen Platzrunde befindet sich der Serengeti-Park, der zu Fuß in wenigen Minuten zu erreichen ist. Der Weltvogelpark Walsrode liegt ca. 13 km nördlich, und der Heide Park Soltau ca. 30 km nordöstlich des Flugplatzes.

## Geschichte
Am 23. November 1964 wurde der Aero-Club Hodenhagen e. V. von einer Handvoll Mitglieder gegründet. Diese Flugbegeisterten begannen nach der Vereinsgründung damit, Flächen zu pachten, eine Landebahn zu bauen und das Fliegen zu erlernen. Sie finanzierten sich das erste Flugzeug und gründeten kurze Zeit später auch noch eine Segelflug- und eine Fallschirmsprungsparte. Im Laufe der Jahre wurden es immer mehr Mitglieder, die sich für den Verein und dessen Erweiterung einsetzten. Mittlerweile hat der Verein neun eigene Flugzeuge und zählt über 200 Mitglieder.
Im Jahre 2013 wurde die 900 m lange Graspiste der Start- und Landebahn mit einem Bodenbefestigungssystem aus speziellen Kunststoffplatten versehen, um Bodenwellen auszugleichen und sicherere Start- und Landevorgänge zu ermöglichen.
Am 14. September 2014 feierte der Aero-Club Hodenhagen sein 50-jähriges Bestehen mit einem umfangreichen Programm an Flugvorführungen und Rundflügen.

## Betreiber/Verein
Der Aero-Club Hodenhagen, der den Flugplatz seit 1965 betreibt, bietet viele verschiedene Aktivitäten an, wie die Ausbildung in Motor- und Segelflug, Jugendarbeit, Ausflüge und Vorträge. Außerdem werden Meisterschaften dort ausgerichtet und die Wettbewerbsfliegerei unterstützt. Für Gäste werden Rundflüge im Motorflugzeug, Segelflugzeug oder Motorsegler angeboten.
Der Aero-Club unterhält einen Flugzeugpark von fünf Motor- und drei Segelflugzeugen und vermietet Stellplätze in mehreren Hangars an private Flugzeughalter.
Dem Verein angeschlossen ist das Bistro und Café Fliegerstübchen mit Außenterrasse und Blick auf den Flugplatzbetrieb.
Geöffnet ist der Flugplatz samstags, sonntags und an Feiertagen im Sommer von 8 bis 18 Uhr, im Winter von 9 Uhr bis Sonnenuntergang. Die übrige Zeit ist der Flugplatz durch Einholen einer Genehmigung (PPR) nutzbar.